# Angelo Citracca
Angelo Citracca (Roma, 6 de febrer de 1969) va ser un ciclista italià, que fou professional entre 1992 i 1998. En retirar-se passà a desenvolupar tasques de director esportiu en diferents equips ciclistes.

## Palmarès
- 1987
  - 1r al Giro de Basilicata
- 1989
  - 1r al Trofeu Salvatore Morucci
- 1990
  - 1r al Trofeu Matteotti sub-23
- 1991
  -  Campió d'Itàlia amateur en ruta
- 1998
  - 1r al Giro d'Oro

### Giro d'Itàlia
- 1993. 103è de la classificació general
- 1995. Abandona
- 1997. Abandona